# Daluis
Daluis é uma comuna francesa na região administrativa da Provença-Alpes-Costa Azul, no departamento Alpes Marítimos. Estende-se por uma área de 40,03 km², com 132 habitantes, segundo os censos de 1999, com uma densidade de 3 hab/km².